# Hòa Lợi (Bình Dương)
Hòa Lợi is een xã van huyện Bến Cát, een huyện in de provincie Bình Dương.
Hòa Lợi ligt in het zuidoosten van het district en ligt in het zuidoosten ten opzichte van thị trấn Mỹ Phước, de hoofdplaats van het district. In het oosten grenst Hòa Lợi aan Tân Uyên en aan thị xã Thủ Dầu Một. De afstand tot het centrum van Ho Chi Minhstad bedraagt ongeveer dertig kilometer.
De oppervlakte van Hòa Lợi bedraagt ongeveer 17,63 km². Hòa Lợi heeft 12.616 inwoners.